# 폴 아웃 보이
폴 아웃 보이(Fall Out Boy)는 2001년 미국 일리노이주 윌멧에서 결성된 록 밴드이다.

## 역사
폴 아웃 보이는 2001년 초 조 트로먼, 피트 웬츠, 패트릭 스텀프에 의해 결성되었다. 2002년 프로젝트 로켓과 함께 스플릿 EP 《Fall Out Boy/Project Rocket Split EP》를 발매하였다. 2003년에는 음반 《Fall Out Boy's Evening Out with Your Girlfriend》를 발매하였으며, 얼마 후에 드러머 앤디 헐리가 멤버로 합류하였다. 같은 해에 음반사 퓨얼드 바이 라멘과 계약을 맺은 폴 아웃 보이는 5월 6일에 《Take This to Your Grave》를 발매하였다.
2003년 중반 아일랜드 레코드와 계약을 맺은 폴 아웃 보이는 2005년 5월 3일 《From Under the Cork Tree》를 발매하였다. 이 음반은 빌보드 200 9위에 올랐으며, 발매 첫 주에 68,000장의 판매고를 올렸다. 이 음반은 더블 플래티넘을 인증받았으며, 미국에서 250만 장 이상의 판매고를 올렸다. 첫 번째 싱글 〈Sugar We're Goin' Down〉과 두 번째 싱글 〈Dance, Dance〉은 빌보드 핫 100, 팝 100, 모던 록 트랙 차트에서 10위권에 올랐으며, 세 번째 싱글 〈A Little Less Sixteen Candles, a Little More 'Touch Me'〉는 앞의 두 싱글보다는 낮은 핫 100 차트 65위에 올랐다.
다음 음반 《Infinity on High》는 2007년 2월 6일 발매되었다. 이 음반은 빌보드 200 차트 1위에 올랐으며, 첫 주에 260,000장의 판매고를 올렸다. 리드 싱글 〈This Ain't a Scene, It's an Arms Race〉는 핫 100 차트 2위, 팝 100 차트 1위 등 차트 상위권에 진입하였다. 2008년 4월에는 2007년 6월 22일에 애리조나주 피닉스에서 열린 라이브 공연을 담은 CD/DVD 《****: Live in Phoenix》를 발매하였다. 《****: Live in Phoenix》에는 마이클 잭슨의 〈Beat It〉을 커버한 곡이 스튜디오 버전으로 수록되었으며, 이 곡은 싱글로도 발매되었다.
2008년 말에 발매된 《Folie à Deux》는 싱글 앨범인 〈I Don't Care〉,〈American's Suitehearts〉의 흥행에 힘입어 발매 첫 주에 150,000장의 판매고를 올리며 빌보드 200에 8위로 진입했다. 이 음반은 2009년 1월 27일에 골드를 인증받았다.
2009년이 끝나갈 무렵 폴 아웃 보이는 베스트 앨범 《Believers Never Die: Greatest Hits》를 발매하였다. 이 앨범은 폴 아웃 보이의 인기 있었던 싱글들과 2개의 새로운 곡으로 구성되어 있다. 《Believers Never Die: Greatest Hits》에 수록된 곡인 〈Alpha Dog〉는 싱글로도 발매되었다.
2010년 1월 폴 아웃 보이가 인터넷을 통한 비공식적인 경로로 활동을 무기한 중단한다는 루머가 떠돌았지만, 이는 3월 25일자 BBC 기사 중 피트의 인터뷰 내용을 통하여 거짓으로 확인되었다.
2013년 2월 4일, 폴 아웃 보이는 공식적으로 정규 5집 《Save Rock and Roll》 이 발매될 것을 알리며 2월 6일 첫 싱글 〈My Songs Know What You Did In The Dark (Light Em Up)〉를 공개했고, 이 곡은 빌보드 핫 100 차트에서 13위를 기록하는 등 그들의 4년의 공백기를 거친 성공적인 귀환을 알리는 신호탄 역할을 하였다. 그리고 4월 15일, 《Save Rock and Roll》이 발표되었다. 엘튼 존, 코트니 러브 등이 참여한 이 앨범은 발매 첫 주에 154,000 장의 판매고를 올리며 빌보드 200 1위를 기록하였다. 두 번째 싱글이자 앨범의 타이틀곡인 〈The Phoenix〉에는 앨범 판매량에 힘입어 런던 심포니 오케스트라가 참여하였으며, 폴 아웃 보이의 최대 역작으로 꼽힌다. 3번째 싱글 〈Alone Together〉 역시 핫 100 차트에 입성하며, 폴 아웃 보이는 수 년간의 공백기를 거쳤음에도 불구, 훌륭한 컴백을 했다. 또한 이들은《Save Rock and Roll: The Young Blood Chronicles》이라는 주제로 앨범 수록곡 11곡을 모두 스토리텔링화한 락 오페라 형식의 뮤직비디오로 제작함으로써 앨범 완성도를 높인다는 계획을 보여주었다.
이들은 2013년 8월 인천에서 개최된 '2013 펜타포트 락 페스티벌'의 마지막날 헤드라이너로 공연에 오르기도 하였다. 10월 15일에는 하드코어 펑크 장르의 EP앨범 《Pax AM Days》를 발매하며 앞으로의 활발한 활동을 예고함과 동시에 폴 아웃 보이의 또 다른 음악 색깔을 제시하기도 하였다.
2014년 9월 4일, 이들은 자신들의 유튜브 계정을 통해 6초 분량의 모스 부호로 구성된 영상을 업로드 하였다. 이 영상의 모스 부호를 해석하면 C E N T U R I E S 라는 배열의 알파벳이 나오는데, 9월 5일에 그들은 자신의 페이지에 6번째 스튜디오 앨범의 리드싱글인 'Centuries' 가 9월 8일 공개된다는 소식을 알렸다. 그리고 9월 8일, BBC의 라디오를 통해 신곡 'Centuries'를 발표했고, 이 곡은 발매 첫 주 빌보드 핫 100에 22위로 진입하며 진입곡 중 가장 높은 순위를 기록했다. 그리고 10월 21일에는 월트 디즈니 컴퍼니사의 애니메이션 신작인 빅 히어로 6 OST 수록곡인 'Immortals'를 발매했다. 11월 24일, 그들의 홈페이지와 페이스북 계정을 통해 6번째 앨범인 'American Beauty/American Psycho'가 2015년 1월 20일에 릴리즈 된다는 소식을 알림과 동시에 BBC 라디오를 통해 앨범 수록곡인 'American Beauty/American Psycho'를 공개했다.

## 구성원
- 패트릭 스텀프(Patrick Stump) - 리드 보컬, 기타
- 조 트로만(Joe Trohman) - 기타, 코러스
- 피트 웬츠(Pete Wentz)- 베이스 기타, 코러스
- 앤디 헐리(Andy Hurley) - 드럼, 코러스

## 음반 목록

### 정규 음반
- 《Take This to Your Grave》(2003년)
- 《From Under the Cork Tree》(2005년)
- 《Infinity on High》(2007년)
- 《Folie à Deux》(2008년)
- 《Save Rock And Roll》(2013년)
- 《American Beauty/American Psycho》(2015년)
- 《Mania》(2018년)

### 라이브 음반
- 《****: Live in Phoenix》(2008년)

### 베스트 음반
- 《Believers Never Die - Greatest Hits》(2009년)

### EP
- 《Fall Out Boy/Project Rocket Split EP》(2002년)
- 《Fall Out Boy's Evening Out with Your Girlfriend》(2002년)
- 《My Heart Will Always Be the B-Side to My Tongue》(2004년)
- 《Black Clouds and Underdogs》(2006년)
- 《Leaked in London》(2007년)
- 《America's Suitehearts: Remixed, Retouched, Rehabbed and Retoxed》(2009년)
- 《Pax AM Days》(2013년)